# Maria Dolors Riera Colom
Maria Dolors Riera (Monistrol de Montserrat, Bages, 1956) és una enginyera de mines i enginyera industrial especialitzada en metal·lúrgia i doctora en Enginyeria Industrial. És professora de l'EPSEM i està adscrita al Departament d’Enginyeria Minera, Industrial i TIC de la UPC, on ha desenvolupat la seva carrera com a docent i investigadora en aquesta i també ha ocupat diferents càrrecs de gestió.
Pel que fa al vessant investigador, és membre del Grup de Recerca en Mineria Sostenible i del grup Smart Sustainable Resources (SSR-UPC). Del 2001 al 2018 va ser responsable de l’àrea de Simulació i Disseny Innovador a la Fundació CTM Centre Tecnològic, l’actual EURECAT, entitat en què continua col·laborant en el desenvolupament de projectes. Les seves àrees d’expertesa són la modelització i simulació del comportament mecànic de materials i els processos de conformat per deformació plàstica.
Ha participat en 31 projectes d’R+D+I que inclouen dos doctorats industrials i el 2019 va sol·licitar una patent. Ha publicat un total de 94 documents en revistes i congressos. El seu vessant divulgador també es fa palès en la publicació de llibres i apunts, així com en la participació en taules rodones i conferències com la que va tenir lloc el març de 2016 sobre "Dones i Ciència" i organitzada dins del cicle 3Ct (Ciència, Cultura, Coneixement i Talent) o la que es va dur a terme el 2021 a Solsona sota el títol "Les dones també fem ciència". L'any 2021 va rebre el Premi Rosa Agelaguet i Isanta.